# Nowy Młyn (Chodzież)
Pour les articles homonymes, voir Nowy Młyn.
Nowy Młyn est une localité polonaise de la gmina de Szamocin, située dans le powiat de Chodzież en voïvodie de Grande-Pologne.